# Triquerville
Triquerville település Franciaországban, Seine-Maritime megyében. Lakosainak száma 355 fő (2018. január 1.). Triquerville Touffreville-la-Cable, Norville, Port-Jérôme-sur-Seine, Saint-Maurice-d’Ételan és Villequier községekkel határos.

## Népesség
A település népessége az elmúlt években az alábbi módon változott:
| Lakosok száma | 171  | 205  | 236  | 307  | 350  | 388  | 364  | 359  | 351  | 355  |
|               | 1962 | 1968 | 1975 | 1982 | 1990 | 2008 | 2013 | 2015 | 2017 | 2018 |